# Physalis porrecta
Physalis porrecta ist eine Pflanzenart aus der Gattung der Blasenkirschen (Physalis) in der Familie der Nachtschattengewächse (Solanaceae).

## Beschreibung
Physalis porrecta ist eine bis zu 1,5 m hohe Pflanze, deren Stängel spärlich mit kurzen, vielzelligen, teilweise drüsigen Trichomen behaart sind. Meist sind diese auf einer Seite des Stängels konzentriert und fallen im Alter oftmals ab. Die Blattspreiten sind meist breit gezähnt oder ganzrandig, eiförmig bis eiförmig-lanzettlich. Die größeren Laubblätter haben eine Länge von 5 bis 12 cm und eine Breite von 4 bis 7 cm. Die Basis ist abgestumpft oder spitz, nach vorn sind sie zugespitzt, beide Seiten sind mit vielzelligen Trichomen besetzt, auf der Unterseite sind sie etwas spärlicher. Die Blattstiele haben eine Länge von 3 bis 7 (selten nur 2) cm.
Die Blüten stehen einzeln an 4 bis 5 mm langen Blütenstielen. Zur Blütezeit ist der Kelch 5 bis 7 mm lang und mit vielzelligen Trichomen besetzt. Die Kronzipfel sind lanzettlich und 2,5 bis 4 mm lang. Die Krone ist blass gelb oder grünlich-gelb, 7 bis 10 mm lang, der Kronsaum ist 12 bis 15 mm breit und unauffällig gezeichnet, die Kanten der Zeichnungen verblassen oft. Die Staubfäden sind 2 bis 4 mm lang, die Staubbeutel sind gelb bis bläulich oder grünlich-blau und um 2 mm lang.
Der Fruchtkelch ist fünfwinkelig 3,5 bis 5,5 (selten nur 3) cm lang und 2 bis 3 cm breit, unbehaart, netzartig gezeichnet und meist abrupt geschnabelt. Die Fruchtstiele sind 10 bis 16 mm lang, die Beere misst 12 bis 15 mm im Durchmesser.

## Vorkommen
Die Art kommt in Mexiko, Costa Rica und Guatemala vor. Sie wächst in feuchten und nassen Dickichten, gelegentlich auch in dichten, feuchten Wäldern in Höhenlagen zwischen 1550 und 2500 m, selten ist sie auch tiefer anzutreffen.